# Concordat de 1803
Suivant le concordat de 1803 ou concordat italien de 1803, signé le 16 septembre 1803,  le catholicisme est reconnu religion d'État au sein de la République italienne,.